# Andrej Šeban
Andrej Šeban (* 26. června 1962 Bratislava) je slovenský kytarista, hudební skladatel a producent.
Studoval soukromě u Borise Thurzy a hudební vědu na Filosofické fakultě Univerzity Komenského (1982–1986). Počátkem 80. let 20. století byl kytaristou a skladatelem skupiny Demikát, později skupiny Banket. Spolupracoval s mnoha hudebními osobnostmi (Pavol Hammel, Gábor Presser, Dežo Ursiny, Marián Varga, Richard Müller, Peter Lipa, Marika Gombitová, Fylyp Skandal a mnohými dalšími). Vedl vlastní hudební formaci ASH band a stal se i spoluzakladatelem skupin Šeban – Rózsa – Buntaj a Free Faces. Vydal několik sólových alb a složil hudbu k několika filmům. Bydlí v Bratislavě.

## Ocenění
1993: Cena Slovenské hudební akademie – instrumentalista roku 1992.

1994: Cena Ladislava Martoníka za jazzovou tvorbu.

1996: Cena Slovenské hudební akademie – instrumentalista roku 1995.

2001: Cena Slovenské hudební akademie – instrumentalista roku 2000.

## Diskografie
CD

1989

Müller – Šeban – Peteraj: Baal, OPUS (reedice 1995)

1990

Banket: Vpred

Gombitová, Marika: Kam idú ludia, OPUS

1992

Tutu: Mr. Jazzman, Arta

Ursiny, Dežo: Ten istý tanec, Arta

Slovak Jazz '92, Slovenská jazzová spoločnosť

1993

Šeban – Stanke: Kiss the Sky

Bartošová, Adriena: Blue Afternoon, Jumbo Record

Ledecký, Janek: Na ptáky jsme krátký

Kubišová, Marta: Songy a nálady, Popron Music

1994

Tea: Tea

Ursiny, Dežo: Príbeh, BMG

Made II Mate: Part I., Jumbo Record

Kral, Ivan: Nostalgia

Dejdar, Martin: Dej sem dar

1995

Markovič, Štepán: Time

Young Slovak Jazz, Hudobný fond – jako člen skupiny Mr.Band. Split společně se skupinami AMC Trio a Chorá vrana.

J. A. R.: Mydli to!

Demikát: Grejst Hic

Lipa, Peter: Naspät na stromy, East West Production

Presser, Gábor: Csak Dalok, BMG

Hammel, Pavol: Unplugged – Live, BMG

1996

PPF: PPF, Polygram Universal Music

Gombitová, Marika: Ateliér duše, OPUS

O. B. D., Polygram Universal Music

Müller, Richard: LSD, Polygram Universal Music

Kral, Ivan: Modré z nebe

Müller – Leško: Malý princ

Various: Na kloboučku III

Bartošová, Iveta: Mám svůj den, Bonton Music

1997

Slovak Jazz '97, Hudobný fond – s Adrienou Bartošovou (stopy 1-3),jako člen skupiny Peter Lipa and Band (stopy 6-8), dále skladba s Jurajem Tatarem (stopa 11).

Collegium Musicum '97, BMG

Lipa, Peter: Spirituals, RB – vydavatelstvo Slovenského rozhlasu

Šeban, Andrej: Ba(n)d…, OPUS

Banket: Bioelektrovízia (reed.), Bonton Music

Kirschner, Jana: Jana Kirschner, Polygram Universal Music

1998

Free Faces: Almost True Story, Silberman

Bartošová, Adriena: Adriena, Monitor Slovakia s r.o.

Müller, Richard: Nočná optika, Polygram Universal Music

Lipa, Peter: Cierny Peter, BMG Ariola

1999

Šeban – Rózsa – Buntaj: Milión bohov, Watt

2000

Šeban – Rózsa – Buntaj: Kamakura

Free Faces: La Belle Epoque, Sony Music Bonton

Šeban, Andrej: Bezvetrie, Universal Music

2002

Lipa, Peter: Naspät na stromy, (reedice) East West Production

2003

Oskar Rózsa Sextet, Hevhetia

2004

NU: Compilation of NU Slovak Artists 2004, Millenium records & publishing

2005

Šeban – Kubasák, Spaceboys – twelve tons music with slovak etno.

2006

Šeban, Andrej: Bezvetrie, Universal Music (reedice)

2008

Šeban, Andrej: Sklony, EMI/Virgin

DVD

2010

Šeban, Andrej: Gitarová škola Andreje Šebana

LP

1983

Hammel, Pavol: Čierna ovca, biela vrana

1986

Greksa, Marián: Demikát, Opus

Banket: Bioelektrovízia, Opus

Bratislavské džezové dni 1985, Opus

1987

Grigorov, Robo & MIDI: Nohy, Opus

Hammel, Pavol: Verejná lyrika, Opus

1988

Hapka – Horáček: V penziónu svět, Supraphon

Banket: Druhá doba, Opus

1989

Burčiak: Stala sa nám láska, Opus

1990

Lasica – Filip: Sťahovaví vtáci

Kentaur: Uj virág

Lipa, Peter: Je to stále tak (That's The Way It Is), Opus

Grigorov, Robo: Národ kanibal